# Історія Коста-Рики
Христофор Колумб вперше прибув до Коста-Рики в 1502 році. Він включив цю територію до Генерального капітанства Гватемали як провінцію Нової Іспанії в 1524 році. Протягом наступних 300 років Коста-Рика була колонією Іспанії. Як наслідок, на культуру Коста-Рики великий вплив мала культура Іспанії. У цей період Коста-Рика залишалася малорозвиненою та бідною.
Після війни за незалежність Мексики (1810–1821) Коста-Рика стала частиною незалежної Мексиканської імперії в 1821 році.
Після громадянської війни в Коста-Риці в 1948 році, уряд розробив нову конституцію, що гарантувала загальне виборче право. Сьогодні Коста-Рика — демократична країна, що в економіці покладається на технології та екотуризм. Хоча бідність зменшилася з початку 21 століття, економічні проблеми все ще існують. Коста-Рика стикається з проблемами неповної зайнятості, зовнішнього та внутрішнього боргу та дефіцитом торгівлі.

## Давні часи

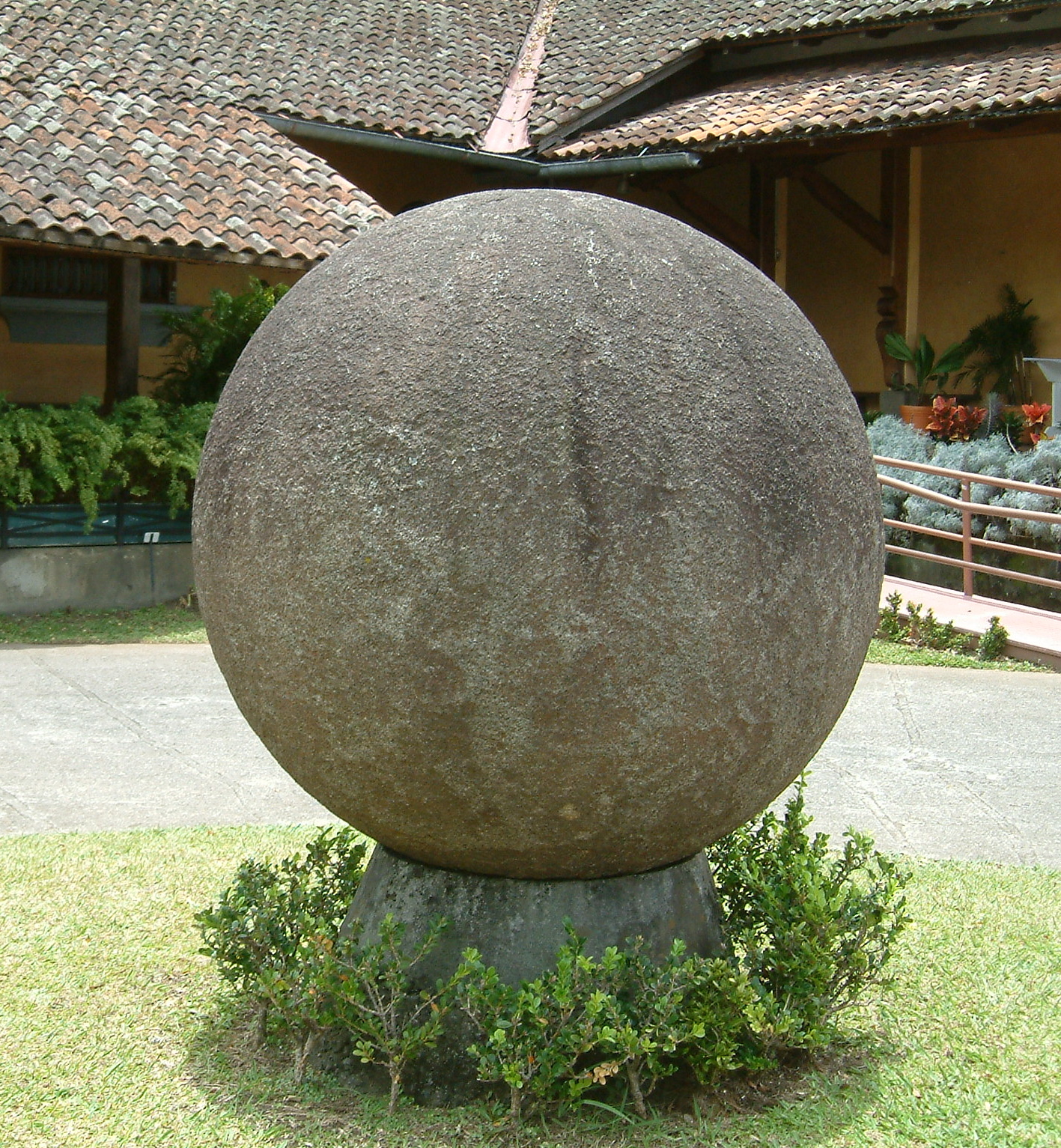
Індіанці Коста-Рики вміли робити кам'яні кулі величезного розміру.

Люди жили на території Коста-Рики вже 15 тис. років тому. У давні часи територію заселили індіанці: Близько  10 - 2 тисячоліть до нашої ери — період кам'яної доби в Коста-Риці; місцеве населення у цей час  займалось в основному збиральством і мисливством. З 2 тисячоліття до нашої ери  відбувся перехід  до  землеробства і обробки металів. Відомі Кам'яні кулі Коста-Рики. Перед приходом іспанців більшу  частину  Коста-Рики заселяли індіанці мовної групи  чибча (Чибчанська мовна сім'я); серед яких найбільшим було плем'я  гуетар в середній частині країни. Лише в західній  частині Коста-Рики жив народ чоротега та інші; що належали до месоамериканських  індіанців. Вони створили  свої держави Нікоя; Гурутіма та інші, які існували  близько 800 року — 1524 року·

## Рання історія
18 вересня 1502 Христофор Колумб на невеликому острові біля берегів Карибського моря зустрів тубільців, що носили золоті прикраси. Іспанські літописці за розповідями Колумба назвали цю землю «Коста-Рика», що іспанською означає «багатий берег».  Протягом 1522 - 1574 років  відбувалось іспанське  завоювання території Коста-Рики· Перші іспанські поселення розташовувалися неподалік сучасних міст Пунтаренас і Ніко. На час завоювання населення становило близько 250 тисяч індіанців, а  наприкикінці  16 століття - лише близько 20 тисяч· У 1540 році  Іспанія створила провінцію  Нуево Картаго і Коста-Рика ; яка з 1573 року звалася просто Коста-Рика· Вона стала частиною іспанського володіння  генерал-капітанство Гватемала· Район Центральної долини був заселений  іспанцями тільки в середині 16 століття. У 1563 році губернатор Хуан Васкес де Коронадо  привіз на територію поселенців з Іспанії і заснував місто Картаго, яке до 1823 року було столицею колонії.
У 1638-1639 роках генерал-капітан Сандоваль побудував новий порт на Карибському березі біля Матіни і дорогу, що з'єднала його з внутрішньою частиною країни.
Завдяки цьому зросла цінність плантацій какао, розташованих поблизу дороги, і держава стала привабливішою для морської торгівлі. Однак прибережні райони згодом були розграбовані піратами, а індіанці довершили руйнування. Це поклало початок періоду низького рівня економічного розвитку, і лише незадовго до здобуття незалежності виробництво тютюну та видобуток срібла дещо підняли економіку.

## 19 століття

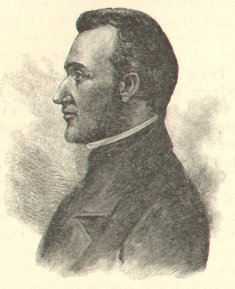
Франсіско Морасан Кесада, президент Федерації Центральної Америки та президент Коста-Рики

Коста-Рика, що входила до складу генерал-капітанства Гватемала разом із Гватемалою, Сальвадором, Гондурасом та Нікарагуа, стала незалежною від Іспанії 15 вересня 1821 року. До 1838 року держава входила до складу  Центральноамериканської федерації. 15 листопада 1838 року була проголошена незалежність Коста-Рики від неї· Незабаром після проголошення незалежності почалося запровадження освітніх реформ. У містах були створені перші школи, і 1825 року було видано перший закон про освіту, відповідно до якого право на безкоштовну 
«загальну» освіту гарантувалося особам обох статей - цей же принцип було включено до конституції 1844 року.
У 1842 році уряд Брауліо Каррільйо був повалений генералом Франсіско Морасаном у прагненні відновити Федерацію Центральної Америки. Проте в тому ж році Морасана було страчено. Приблизно в цей час починається епоха політичної нестабільності. Хуан Рафаель Мора Поррас, обраний президентом у 1849 році, відновлює порядок та продовжує реформи. В 1856 році Поррас допоміг здобути перемогу над американцем Вільямом Уокером, який проголосив себе президентом Нікарагуа і намагався захопити Коста-Рику.
У 1859-1870 роках змінилося кілька президентів, згодом до влади прийшов уряд Томаса Гуардії Гутьєрреса. У 1871 році було запроваджено нову конституцію, а в 1882 - скасовано смертну кару. Після смерті Гутьєрреса у 1882 році країна перебуває під владою ліберально налаштованих генералів Просперо Фернандеса Ореамуно (1882-1885), Бернардо Сото Альфаро (1885-1889) та Хосе Хоакіна Родрігеси Селедона (1890-1894).

## 20 століття
У 1907 році Коста-Рика направила делегатів до Вашингтона на конференцію, скликану з ініціативи Мексики і США, де було прийнято рішення про створення в державі Центральноамериканського суду. Суд працював до 1918 року, коли Нікарагуа і США відмовилися визнати його рішення про незаконність угоди Браяна - Чаморро (1916), яка надавала США право на будівництво міжокеанського каналу через територію Нікарагуа.
У 1910 році президентом став Рікардо Хіменес Ореамуно. Тоді ж було підвищено податок на спадщину, кошти від якого мали надходити до фінансування народної освіти.
Іншим законом чисельність армії обмежувалася тисячею осіб, у випадку надзвичайних ситуацій - п'ятьма тисячами. У 1914 році президент Альфредо Гонсалес Флорес почав податкову реформу, що передбачала підвищені податки бананових і нафтових компаній. Це викликало протест з боку інших політичних сил, тому 1917 року Гонсалеса було зміщено з поста президента військовим міністром Федеріко Тіноко Гранадосом. Режим Тіноко мав підтримку з боку костариканської еліти, проте США відмовилися його визнати. В 1919 році і цей режим був повалений.
1930-ті роки відзначені збільшенням популярності ідей комунізму, що виявилися, зокрема, в організації страйків на бананових плантаціях. У 1940 році, за правління Рафаеля Анхеля Кальдерона Гуардії було прийнято трудове законодавство, значно збільшений рівень соціальної допомоги, що викликало незадоволення в багатих консерваторів.
У роки Другої світової війни Кальдерон тісно співпрацював з США. Коста-Рика вступила у війну на боці антигітлерівської коаліції в грудні 1941 року, а згодом увійшла до складу ООН і приєдналася до Міжнародного валютного фонду.
До середини 1940-х років в країні утворилася помітна опозиція, що протистояла коаліції націонал-республіканців, комуністів і католиків. Опозиція включала праву Демократичну партію, лідером якої був Леон Кортес, консервативну партію «Національний союз» на чолі з Отіліо Улате Бланко та реформістську Соціал-демократичну партію під керівництвом Хосе Фігереса Феррера. На виборах президента 1948 року опозиція висунула своїм кандидатом Улате, на противагу Кальдерону, висунутого націонал-республіканцями. Кальдерона підтримували профспілки, армія і уряд Пікадо, але Улате все ж переміг на виборах з незначним відривом. Пікадо відмовився визнати результати виборів і наполягав на остаточному рішенні Законодавчої асамблеї, більшість членів якої підтримували Кальдерона. 1 березня асамблея оголосила результати виборів недійсними. 12 березня почалося збройне повстання під проводом Фігереса, яке тривало до квітня. Тоді посол Мексики, який виступав посередником, досяг угоди сторін, і війська Фігереса увійшли до столиці Сан-Хосе. Це повстання було найкривавішою подією новітньої історії держави, кількість жертв досягла 2000. 8 травня Фігерес очолив тимчасовий уряд. Певна кількість комуністів, а також Кальдерон, були вимушені емігрувати.
Протягом наступних 18 місяців Фігерес розпустив армію, націоналізував банки, розширив програми соціального забезпечення, надав право голосу жінкам і чорношкірим мешканцям Лимона, що народилися в Коста-Риці, ввів 10-відсотковий податок на приватний капітал, спрямувавши отримані кошти на соціально-економічний розвиток країни. У грудні 1948 прихильники Кальдерона зробили невдалу спробу державного перевороту. Після ратифікації Законодавчою асамблеєю нової конституції та затвердження Улате на посаді президента, 8 листопада 1949 Фігерес склав з себе обов'язки голови тимчасового уряду.
Улате залишив у силі велику частину законів, прийнятих Фігересом, внісши до деяких незначні зміни. Фігерес заснував нову партію, що отримала назву Партія Національне визволення, яка і виставила його кандидатуру на пост президента на виборах 1953 року. На цих виборах у нього не було серйозних суперників, адже єдиний суперник, Улате, за конституцією не міг бути обраний на другий термін. З підтримкою з боку селян та середнього класу Фігерес переміг на виборах, отримавши дві третини голосів. Протягом чотирирічного перебування Фігереса на посаді президента тривали спроби перетворити Коста-Рику на зразкову державу з високим рівнем життя.
З 1953 року в державі було проведено тринадцять президентських виборів, останні з яких відбулися 2010 року. Всі вони одностайно були оголошені міжнародною спільнотою мирними та прозорими.
Колишній президент Коста-Рики Оскар Аріас Санчес отримав Нобелівську премію миру 1987 за план мирного врегулювання у Центральній Америці.